# Albert Castillón Goni
Albert Castillón Goni (Barcelona, 6 de novembre de 1962) és un periodista i presentador de ràdio i televisió català, que el 2019 s'ha significat en el seu «compromís amb la unitat de la nació espanyola». Va presentar el programa de ràdio Tarde de todos d'Onda Rambla, que el 1995 va obtenir un Premi Ondas nacional de ràdio. El 2008 va presentar el programa documental El rastro del crimen a Antena 3. Des de setembre de 2010 fins a març de 2013 va presentar el programa Queremos hablar de Punto Radio. Copresenta el programa Espejo público d'Antena 3.
Ha publicat dos llibres, ambdós editats per Arcopress: Libro negro de las mafias (2006) i Top secret (2007).

## Reconeixement
- Micròfon de Plata al millor programa de ràdio local per La ciutat de tots (2003)[4]
- Antena d'Or al millor programa de televisió per Castillón en compañía (2004)[5]
- Antena d'Or a la categoria de ràdio pel programa Queremos hablar (2011)[6]